# Spätmittelalterliche Synagoge München
Die nicht mehr vorhandene Münchner Synagoge des Spätmittelalters entstand 1381 als Umbau eines von der jüdischen Gemeinde erworbenen Hauses im nördlichen Bereich der ersten Stadtmauer von München zwischen Gruftgasse und Schrammergasse (ehemals Gruftstraße 1; heute Freifläche des Marienhofes). Vermutlich war der Gebetsraum mit einer Mikwe verbunden, der späteren unteren Gruftkapelle.

## Einrichtung
1380 kaufte die jüdische Gemeinde in München ein Haus südlich der ersten, nun aufgegebenen Stadtmauer (später: Gruftgasse/Gruftstraße 1) zur gemeinschaftlichen Nutzung („den juden gemainichleich“). Es hatte zuvor dem Juden Sanbel dem Jungen als Pfandschaft des Herzogs gehört, da sich ursprünglich der innere Verteidigungsumgang hinter der Stadtmauer in landesherrlichem Besitz befunden hatte. Das Haus wurde 1381 für die Nutzung als Synagoge umgebaut. Für den Synagogenbau und ein gleichzeitig einzurichtendes Hospital brachten die jüdischen Familien über drei Jahre lang Beiträge über 5 % ihres Vermögens auf. Die südlich verlaufende Gasse erhielt vielleicht erst jetzt den Namen Judengasse, der sich später in Gruftgasse wandelte. Aus der späteren Geschichte ist zu schließen, das im rückwärtigen, d. h. nördlichen Teil des Grundstücks auch ein Ritualbad angelegt wurde, das vielleicht von der Wasserführung des nördlich vorbeifließenden Stadtgrabens profitierte.

## Spätere Geschichte
Nach Ausweisung der Juden aus München 1442 wurde das Synagogengebäude nach einer Urkunde vom 14. September 1442 von Herzog Albrecht III. und seiner Frau Anna von Braunschweig ihrem Rat, Leibarzt und vermutlich auch Schwiegersohn Doktor Johannes Hartlieb geschenkt. Er erhielt „das Haus hier zu München an der Judengassen [= spätere Gruftgasse] gelegen, darinnen vor Zeiten die Judenschul gewesen ist, mit aller Zugehörung...“.
Doktor Johannes Hartlieb richtete in der tiefliegenden Mikwe im hinteren Grundstücksbereich eine Marienkapelle ein. Der unterirdische Raum – „Kruft“ genannt – wurde später mit einem Gewölbe abgeschlossen (untere Gruftkapelle). Bald darauf richtete er in der eigentlichen ehemaligen Synagoge eine weitere Kapelle ein (obere Gruftkapelle). Das Ensemble wurde seit dem späten 15. Jahrhundert bis zur Säkularisation 1803 von dem Kloster Andechs betreut.